# Kleinvinzwelghaai
De kleinvinzwelghaai (Centrophorus moluccensis) is een vis uit de familie van zwelghaaien en snavelhaaien (Centrophoridae) en behoort derhalve tot de orde van doornhaaiachtigen (Squaliformes). De vis kan maximaal 100 centimeter lang en 2400 gram zwaar worden.

## Leefomgeving
De kleinvinzwelghaai is een zoutwatervis. In brakwater is de soort nog nooit aangetroffen. De vis prefereert een diepwaterklimaat en heeft zich verspreid over de Grote Oceaan en Indische Oceaan. De diepteverspreiding is 125 tot 823 meter onder het wateroppervlak.

## Relatie tot de mens
De kleinvinzwelghaai is voor de visserij van beperkt commercieel belang. In de hengelsport wordt er weinig op de vis gejaagd.